# ジョン・ウィルバンクス
ジョン・ウィルバンクス（英: John Wilbanks）は、Datasphere Initiativeのシニア・フェローであり、かつてはバイオジェン・デジタルヘルス部門のデータ責任者、セージ・バイオネットワークスの最高コモンズ責任者、およびサイエンス・コモンズのエグゼクティブディレクターを務めていた。また、ユーイング・マリオン・カウフマン財団およびFasterCuresのシニア・フェローも務めた。インフォームド・コンセント、オープンサイエンス、研究ネットワークに関する活動で知られている。ウィルバンクスは、納税者によって資金提供された研究データの自由なアクセスを支持するWE the PEOPLEを主導し、6万5,000以上の署名を集めた。2013年2月には、ホワイトハウスがこれに応え、納税者によって資金提供された研究データを無償で公開する計画を発表した。
『サイエンティフィック・アメリカン』誌は2011年にウィルバンクスを「The Machine That Would Predict The Future」という記事で取り上げた。『Seed』誌は2008年にウィルバンクスを「ゲームチェンジャー」として革命的思考家の一人に選出し、Utne Readerは2009年に彼を「世界を変える50人のビジョナリー」の一人として取り上げた。ウィルバンクスは、科学におけるオープンアクセス出版の普及および科学者によるデータ共有の拡大を積極的に推進している。

## 学歴と経歴
ウィルバンクスはテネシー州ノックスビルで育った。チュレーン大学に進学し、1994年に哲学の学士号を取得した。また、パリ大学で現代文学を学んだ。

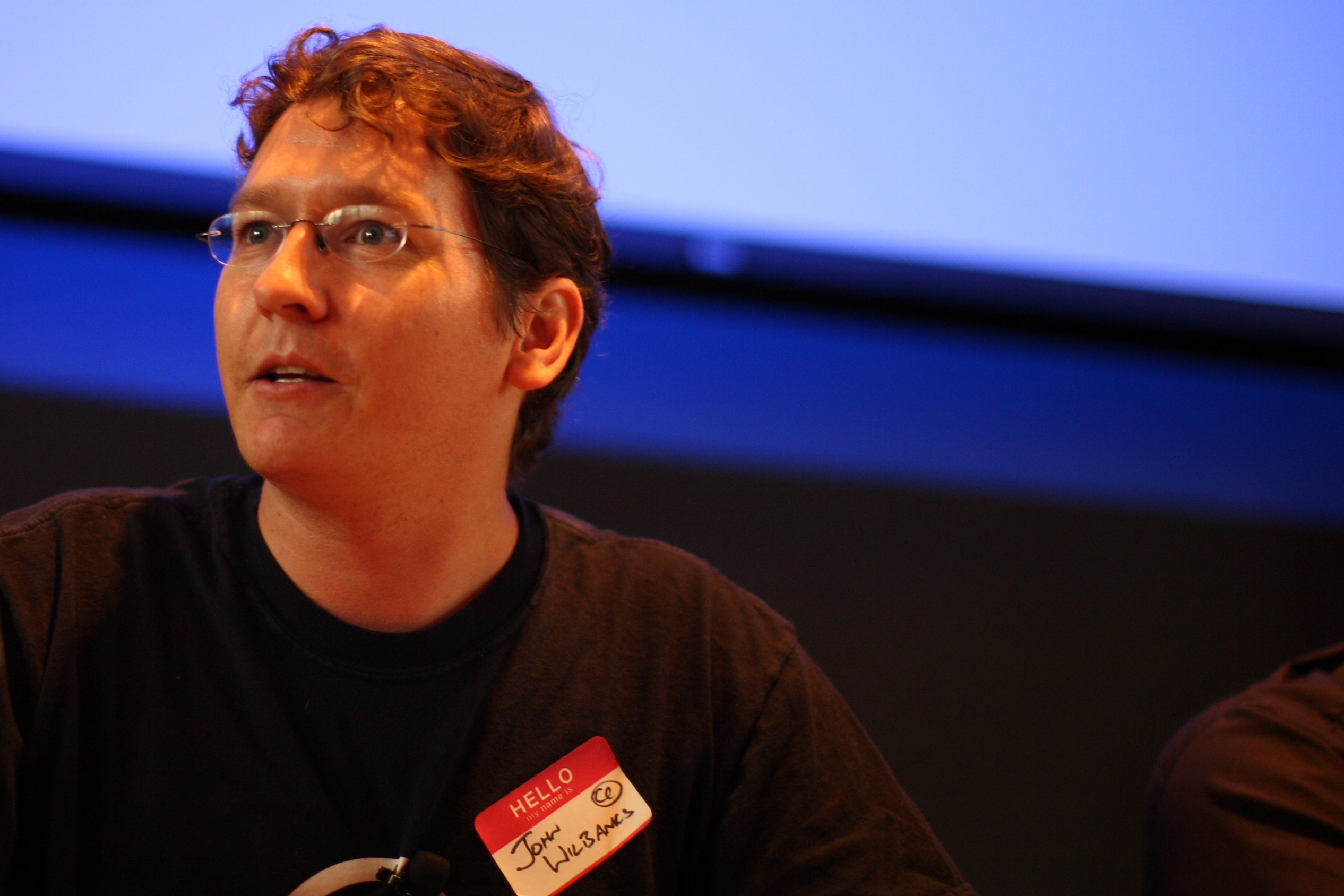
ウィルバンクス（FreeCulture.org2007年全国大会）

1994年から1997年にかけて、ワシントンD.C.でピート・スターク下院議員の立法補佐官を務めた。この期間中、ウィルバンクスはAPTAの草の根コーディネーターおよび資金調達担当でもあった。また、1998年秋から2000年夏にかけてバークマン・センターの初代アシスタントディレクターを務め、ソフトウェア開発およびeラーニングを指導し、同センターのICANNに関する活動にも関与した。
バークマン・センター在籍中に、ウィルバンクスは製薬研究開発向けのセマンティック・グラフ・ネットワークを構築するバイオインフォマティクス企業インセリコ社（Incellico, Inc.）を設立した。同社の社長兼CEOを務め、2003年夏に企業買収へと導いた。また、World Wide Web Consortiumにおけるライフサイエンス向けセマンティックウェブのフェロー、マサチューセッツ工科大学における数学と計算に関するプロジェクトの客員科学者、PubMed Centralの国家諮問委員会の委員も務めた。さらにセージ・バイオネットワークスの理事会メンバーであり、Genomera、Genomic Arts、Boundless Learningの諮問委員も務めている。データ共有に関するパントン原則の原著者の一人でもある。

### Consent to Research
Consent to Research（CtR）は、人々が自らの健康データを科学研究と医学の進歩のために提供できるプラットフォームを提供するプロジェクトである。健康データは通常制限があり高価であるため、このプロジェクトは医療と患者にとって有益となる情報を無償で提供する機会を提供した。Consent to ResearchはAccess2Researchプロジェクトとも連携しており、納税者資金で作成された科学論文へのインターネット上の自由なアクセスを目指していた。ウィルバンクスはこのプロジェクトを2011年に設立し、2012年にはTED Globalで講演を行った。最終的にこのプロジェクトはセージ・バイオネットワークスおよび企業ガバナンスに関する活動へと引き継がれ、Participant-Centered Consent Toolkitへと移行し、AppleのResearchKitオープンソースツールキットに統合された。

### サイエンス・コモンズ
ウィルバンクスは、サイエンス・コモンズおよびクリエイティブ・コモンズにおいて2004年10月から2011年9月まで勤務した。サイエンス担当副社長として、サイエンス・コモンズの5年間にわたる活動を指導し、その後はクリエイティブ・コモンズで科学分野の業務に従事した。ウィルバンクスは『ポピュラーサイエンス』誌、KRUU Radio、BioMed Centralによるインタビューでサイエンス・コモンズについて語っている。